# 우크라이나 국민위원회
우크라이나 국민위원회(우크라이나어: Український Національний Комітет uk)는 파울로 샨드루크의 지도 하에 독일의 항복문서 약 두 달 전인 1945년 3월 17일 (또는 3월 12일) 나치 독일 바이마르에서 설립된 우크라이나 정치 조직이다. 이 조직은 나치 지원을 받는 우크라이나 군사 부대를 독일군 지휘에서 해방시키려는 의도를 가지고 있었다. 일련의 협상 끝에 나치 독일 당국은 이 위원회를 우크라이나와 우크라이나 민족의 유일한 대표로 공식적으로 인정했으며, 치외법권과 우크라이나 국기 및 국가 상징 아래에서 우크라이나 국민군을 지휘할 권리를 부여했다.
알프레트 로젠베르크는 위원회 창설의 발기인 중 한 명이었다. 1945년 2월 23일, 로젠베르크는 샨드루크에게 위원회 수장을 공식적으로 위임했다. 1945년 3월 12일, 그는 위원회 인정을 공식 선언했다.
...나는 독일 정부를 대표하여 귀하가 창설한 우크라이나 민족 대표단인 우크라이나 국민위원회를 인정하며, [UNC]가 독일 정부에 의해 우크라이나 민족의 유일한 대표로 인정되었음을 확인한다. [UNC]는 우크라이나의 미래에 대한 견해를 대표하고 이를 선언문과 선언문을 통해 표명할 권리를 가진다.

UNC는 나치 독일 내 우크라이나 생활의 대표 조직이자 우크라이나 협력의 정치 중심지가 되었다. 샨드루크 외에, 우크라이나 중앙위원회 (UCC)의 수장인 볼로디미르 쿠비요비치와 올렉산드르 세메넨코가 그의 대리로 임명되었다. UNC는 "망명자 핵심"을 중심으로 한 영토 대표부로 구성되었다. 세메넨코는 드니프로강 우크라이나인과 망명자들을 대표했고, 샨드루크는 옛 "페틀류라주의자" 망명자들을 대표했으며, 우크라이나 민족주의자 조직의 두 파벌인 OUN-B와 OUN-M은 쿠비요비치가 갈리치아 우크라이나인들을 대표하는 것에 동의했다. 그는 또한 제3제국 내의 망명자들을 대표했다. UNC는 OUN의 지도자들인 스테판 반데라와 안드리 멜니크의 지지를 받았지만, 멜니크는 "소련에 대한 마지막 십자군"이라는 생각에 대해 조심스러웠고, 반데라는 "어떻게 되든 끝까지 전폭적인 지지"를 주장했다. 그러나 위원회는 OUN으로부터 상대적으로 적은 지지를 받았다. "멜니키테스"는 UNC에 대한 정치적 독점권을 갖지 못했고 "깨끗한 도덕적 지위"를 유지하려 했으며, 반데라는 이미 미국 및 영국과의 협력을 지향하고 "민주적" 이미지를 전달하는 우크라이나 최고 해방 위원회를 가지고 있었기 때문이다.
UNC 창설의 주요 목표 중 하나는 우크라이나 협력을 독일의 합법적 동맹이자 독립적인 민족주의 우크라이나 국가를 위한 투쟁을 포기하지 않은 정치 세력으로 제시하는 것이었다. 위원회 창설과 갈리치아 사단을 우크라이나 국민군 제1사단으로 전환한 후, 협력자들은 사단이나 국민위원회 모두 나치와 협력하지 않고 소련과 싸우고 서방 연합국과 접촉하는 것을 목표로 하는 독립적인 우크라이나 부대라고 주장했다. 3월 15일, 망명 중인 우크라이나 인민공화국의 대통령인 안드리 리비츠키는 샨드루크와 그가 지휘할 미래의 국민군을 망명 중인 우크라이나 인민공화국의 군대로 공식 인정했다. 그러나 갈리치아 사단은 최종 항복까지 나치 독일의 전술적 통제 하에 남아 있었다.
다른 목표는 제3제국 내의 피난민과 우크라이나 노동자들에게 복지와 원조를 제공하여 새로운 지지자를 얻고 소련 우크라이나로의 귀환을 막음으로써 강력한 우크라이나 망명 기반을 구축하는 것이었다. 또한 OUN의 약화 및 감소를 막고 비 OUN 민족주의 운동을 강화하는 것이었다. 다가오는 냉전에 개입함으로써 독일에 남아 있는 우크라이나인들이 미래 독일 정부에 의해 나치 협력자나 단순히 추방될 수 있는 무국적자로 취급되지 않도록 하는 것이었다.

## 내용주
1. 1 2  Rolf-Dieter Müller (2014). 《The Unknown Eastern Front: The Wehrmacht and Hitler's Foreign Soldiers》. I.B.Tauris. 211쪽. ISBN 978-1-78076-890-8. 2015년 10월 12일에 확인함.
2. ↑  Jonathan D. Smele (2015). 《Historical Dictionary of the Russian Civil Wars, 1916-1926》. Rowman & Littlefield Publishers. 1012쪽. ISBN 978-1-4422-5281-3. 2015년 10월 12일에 확인함.
3. ↑  Bernhard R. Kroener; Rolf-Dieter Muller; Hans Umbreit (2003). 《Germany and the Second World War》. 5: Organization and Mobilization of the German Sphere of Power, Part 2: Wartime Administration, Economy, and Manpower Resources 1939-1941. Clarendon Press. 56쪽. ISBN 978-0-19-820873-0. 2015년 10월 12일에 확인함.
4. ↑  The History of the Galician Division of the Waffen SS: Stalin's Nemesis
5. 1 2 3  Markiewicz, Paweł. “The Ukrainian Central Committee, 1940-1945: A Case of Collaboration in Nazi-Occupied Poland” (PDF). Instytut Histori.

## 더 읽어보기
- John Alexander Armstrong Ukrainian nationalism Ed. 3, Englewood, Colorado, U.S.A. : Ukrainian Academic Press, 1990; ISBN 0-87287-755-8
- 니콜라이 베델, The Last Secret. Forcible Repatriation to Russia 1944- 1947, London 1974 ISBN 0-233-96619-6
- Hans-Heinrich Herwarth von Bittenfeld; S. Frederick Starr (1981). 《Against Two Evils: Memoirs of a Diplomat-Soldier during the Third Reich》. Rawson, Wade. ISBN 978-0-89256-154-4.
- (폴란드어) 파울로 샨드루크, Historyczna prawda o Ukraińskiej Armii Narodowej, Kultura, nr 6, Paris, 1965
- 파울로 샨드루크, Arms of Valor, Robert Speller & Sons Publishers, Inc., New York 1959
- 니콜라이 톨스토이, Victims of Yalta, originally published in London, 1977. Revised edition 1979. ISBN 0-552-11030-2

## 같이 보기
- 아제르바이잔 국민위원회